# Boghuma Kabisen Titanji
Boghuma Kabisen Titanji es una doctora e investigadora clínica camerunesa. Es experta en virus resistentes a los fármacos contra el VIHy profesora asociada en la Universidad Emory. Fue nombrada una de las 100 Women de la cadena británica BBC en 2014.

## Trayectoria
Titanji nació en Camerún. En 2008 se licenció en medicina en la Universidad de Yaundé. Con una Beca del Commonwealth realizó en 2010 un máster de Medicina Tropical y Salud Internacional en la Escuela de Higiene y Medicina Tropical de Londres y en 2014 se doctoró en Enfermedades Infecciosas por el University College London, donde estudió la propagación del VIH-1 de célula a célula y la resistencia a los medicamentos de la terapia antirretroviral.
Se incorporó a la Facultad de Medicina de la Universidad Emory en 2016 como residente de medicina interna y trabaja como profesora asociada en la División de Enfermedades Infecciosas del Departamento de Medicina. Su trabajo se centra en los mecanismos de transmisión del VIH y la resistencia a los medicamentos antirretrovirales. También trabaja en la relación entre la inflamación crónica y las enfermedades cardiovasculares en personas con VIH. Además, aboga por la aplicación de la investigación clínica en políticas de salud, especialmente en África, y promueve la ética en la investigación médica en países en desarrollo.
En mayo de 2012, ofreció una charla TED titulada Ethical riddles in HIV research sobre la ética de la investigación médica en África.

## Reconocimientos
En 2023 fue ganadora del Health Care Innovator/Researcher Award en el programa Héroes de la atención sanitaria 2023 del Atlanta Business Chronicle; es un premio a la innovación y la investigación en el ámbito de la atención sanitaria.
En 2014 fue nombrada una de las 100 mujeres de la BBC por su trabajo en el avance de la investigación éticamente sólida.
En 2012 fue beneficiaria de la prestigiosa Beca del Commonwealth (Commonwealth Scholarship Scheme), que le permitió cursar el master en Medicina Tropical y Salud Internacional en la London School of Hygiene & Tropical Medicine.

## Publicaciones seleccionadas
- Titanji, Boghuma Kabisen; Pillay, Deenan; Jolly, Clare (1 de abril de 2017). «Combination antiretroviral therapy and cell–cell spread of wild-type and drug-resistant human immunodeficiency virus-1». Journal of General Virology (en inglés) 98 (4): 821-834. ISSN 0022-1317. PMC 5657029. PMID 28141491. doi:10.1099/jgv.0.000728.
- Titanji, Boghuma Kabisen; Aasa-Chapman, Marlen; Pillay, Deenan; Jolly, Clare (December 2013). «Protease inhibitors effectively block cell-to-cell spread of HIV-1 between T cells». Retrovirology (en inglés) 10 (1): 161. ISSN 1742-4690. PMC 3877983. PMID 24364896. doi:10.1186/1742-4690-10-161.